# (5850) Masaharu
(5850) Masaharu est un astéroïde de la ceinture principale.

## Description
(5850) Masaharu est un astéroïde de la ceinture principale. Il fut découvert le 8 décembre 1990 à Kitami par Kin Endate et Kazuro Watanabe. Il présente une orbite caractérisée par un demi-grand axe de 2,16 UA, une excentricité de 0,17 et une inclinaison de 2,3° par rapport à l'écliptique.

## Compléments